# 坐間妙子
坐間 妙子（ざま たえこ、1985年6月23日 - ）は、日本のフリーアナウンサー、気象予報士。

## 来歴・人物
群馬県前橋市出身。前橋市立荒牧小学校、群馬大学教育学部附属中学校、群馬県立前橋女子高等学校、津田塾大学学芸学部情報科学科卒業。大学進学に際しては医学部を志し三浪している。
2011年4月エフエム群馬入社、2015年4月MRO北陸放送入社。MROアナウンサーとしては、2015年4月1日のげつきんワイド!おいね★どいねでラジオデビュー、2015年4月27日のレオスタでテレビデビュー。2019年10月に気象予報士試験に合格し、2020年1月退社。2020年3月からウェザーマップに所属。2022年3月27日の地方創生プログラム ONE-J内で第1子の懐妊を発表し、4月17日から約2か月の産休を経て6月19日に復帰した。
趣味はミュージカル鑑賞、楽器演奏（ヴァイオリン・ピアノ・フルート）、サッカー観戦（ツエーゲン金沢の熱烈なサポーター）。好きなものはピンク色、バラ、キティーちゃん。苦手なものは夜ふかし、美容に気をつかうこと。2008年には、自身の故郷である前橋市の観光特使ローズ・クイーン（第17代）も経験。

## 担当番組

### ラジオ
- TBSラジオ　気象キャスター（2021年4月- ）

主に日曜午前と月曜の以下の番組内で担当
- 地方創生プログラム ONE-J
- 安住紳一郎の日曜天国
- ジェーン・スー 生活は踊る
- たまむすび → こねくと
- 荻上チキ・Session
- 生島ヒロシのおはよう定食
- 生島ヒロシのおはよう一直線
- Brand-New Morning（2025年4月1日 - ）

#### MROラジオ
- げつきんワイド!おいね★どいね（水曜第2部パーソナリティ、2015年4月1日‐9月23日）
- MRO旅フェスタ　いってらっし!めんそーれ沖縄（2015年7月19日）
- 石川トヨタHAATグループスポーツスペシャル　金沢マラソン2015（2015年11月15日）
- MRO年越しレディオ カウントダウン2016（2015年12月31日）
- 音楽☆とらのアナ（MRO制作分、2016年5月14日・5月21日）
- 石川トヨタHAATグループスポーツスペシャル　金沢マラソン2016（2016年10月23日）
- 竜香のあぶない8時 お正月2時間スペシャル（2017年1月1日、2018年1月1日）
- 録音風物誌 - 歌うはたのし!懐かしの歌声喫茶再び…（MRO制作分、2017年5月8日 - 5月14日）
- Happy Life Be美（2016年8月5日‐? ）
- MROラジオまつりinつるぎ（2017年10月15日、2018年10月14日）
- 石川トヨタHAATグループスポーツスペシャル　金沢マラソン2017（2017年10月29日）
- あさいちレディオ
- ウィークエンドいしかわ
- たえこ・まなみのアンダンテ♡カフェ
- おいね★どいね ‐ 金曜パーソナリティ（2016年4月1日‐2018年3月30日）
- Twin Wave（2018年4月2日 - 2018年9月頃、不定期)
- 竜香のあぶない8時（2018年4月2日 - 2018年12月31日）[15]
- 夜は本多町パラダイススペシャル（2018年12月31日）
- タエコの朝（2017年4月1日‐）
- 歌のない歌謡曲
- 大本の時間
- あなたの時間　イブニング・レディオ（木曜・金曜担当）（2018年4月5日 - ）
  - イブニングソニック（あなたの時間 イブニング・レディオ内のコーナー）
- あさ☀ダッシュ!（水曜担当）（2019年1月9日 - ）
- 達洋・まさひこのアディショナルタイム（ディレクター）
- 宮永正隆のラジオビートルズ大学（生徒役  2019年10月 - 2020年1月16日）

エフエム群馬
- FM GUNMA MORNING PROGRAM あさnavi
- 高校タイムズ
- ボサノバカサノバのちょっとソコまで
- 太川陽介のルイルイライフ
- シングアウトロッカーズ魂のライブ
- 群馬県高等学校野球大会中継レポーター

### テレビ
- とちぎテレビ　イブ６プラス　火曜水曜　気象キャスター（2020年4月 - 2022年3月[16]）
- 日本テレビ バゲット バゲットweather　火曜・水曜担当（2022年12月7日 - 2023年2月8日）→水曜担当（2023年2月15日 - 3月22日）
- CBCテレビゴゴスマ -GO GO!Smile!-（気象キャスター）金曜担当（2023年9月-2023年3月）→水曜担当（2024年4月 - 9月）※レギュラー期間以外も不定期出演
- TBS JNNニュース（2024年11月 - 3月、土曜5:30 - 5:45）天気予報担当
- 日本テレビ シューイチ 土曜日 お天気キャスター（2025年4月 - ）

#### MROテレビ
- レオスタ（県内スポーツコーナーキャスター）
- あやジャポSP（2015年4月29日）
- 魅せます!この夏あこがれの軽井沢情報（信越放送、2015年6月20日・MROアナウンサーとして出演）
- お殿様もビックリ!平成版参勤交代の旅（2015年9月30日）
- ほっと石川（2015年9月-2019年9月）
- タエコの知りたい世界（2016年1月12日‐3月15日）
- 本当は知らない！沖縄なるほど調査ツアー!（2017年7月22日）
- 東京で発見！石川のご自慢（2018年3月28日）
- MROテレビ開局60周年特番 サンキューMリバディ!（2018年12月1日）- 中継担当
- 全国高校ラグビー石川県大会決勝　レポーター
- 全日本少年サッカー石川県大会決勝　レポーター

### WEB配信
- DAZN　Jリーグ中継　地元のザスパクサツ群馬をはじめ関東・東北地区開催試合のレポーター

## 著書
ウェザーマップ名義共著
- 森朗（監修）、森田正光（監修）、ウェザーマップ『気候危機がサクッとわかる本』東京書籍、2022年4月24日。ISBN 978-4-487-81572-2。 NCID BC14192451。